# Hans Grässel
Hans Grässel (Rehau, 8 agosto 1860 – Monaco di Baviera, 10 marzo 1939) è stato un architetto tedesco.

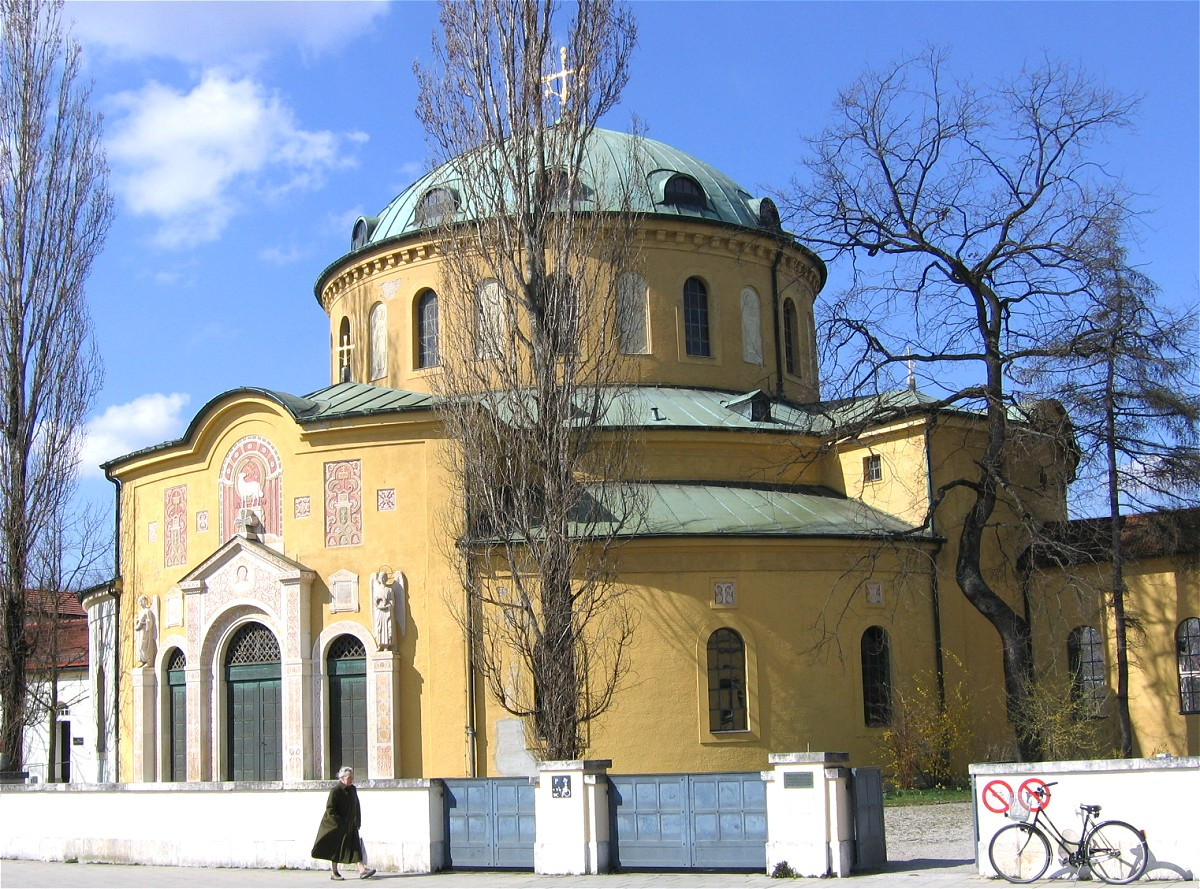
Westfriedhof ovvero cimitero ovest Monaco di Baviera

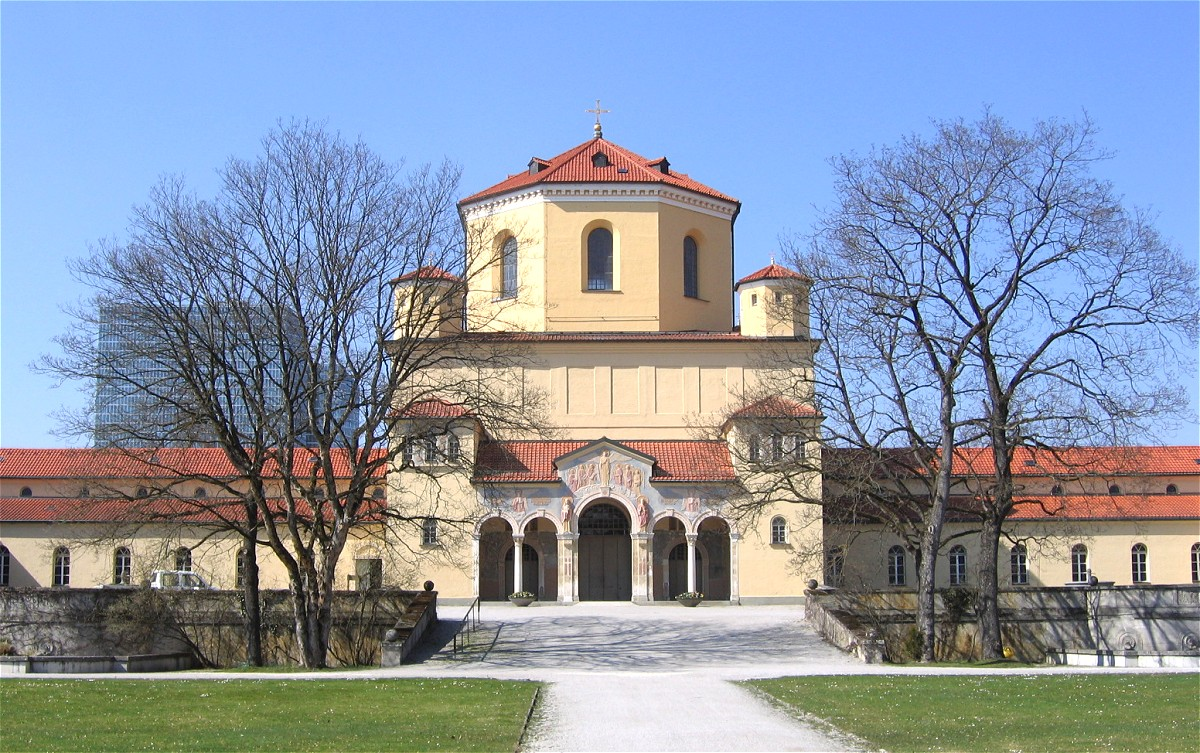
Nordfriedhof ovvero cimitero nord Monaco di Baviera

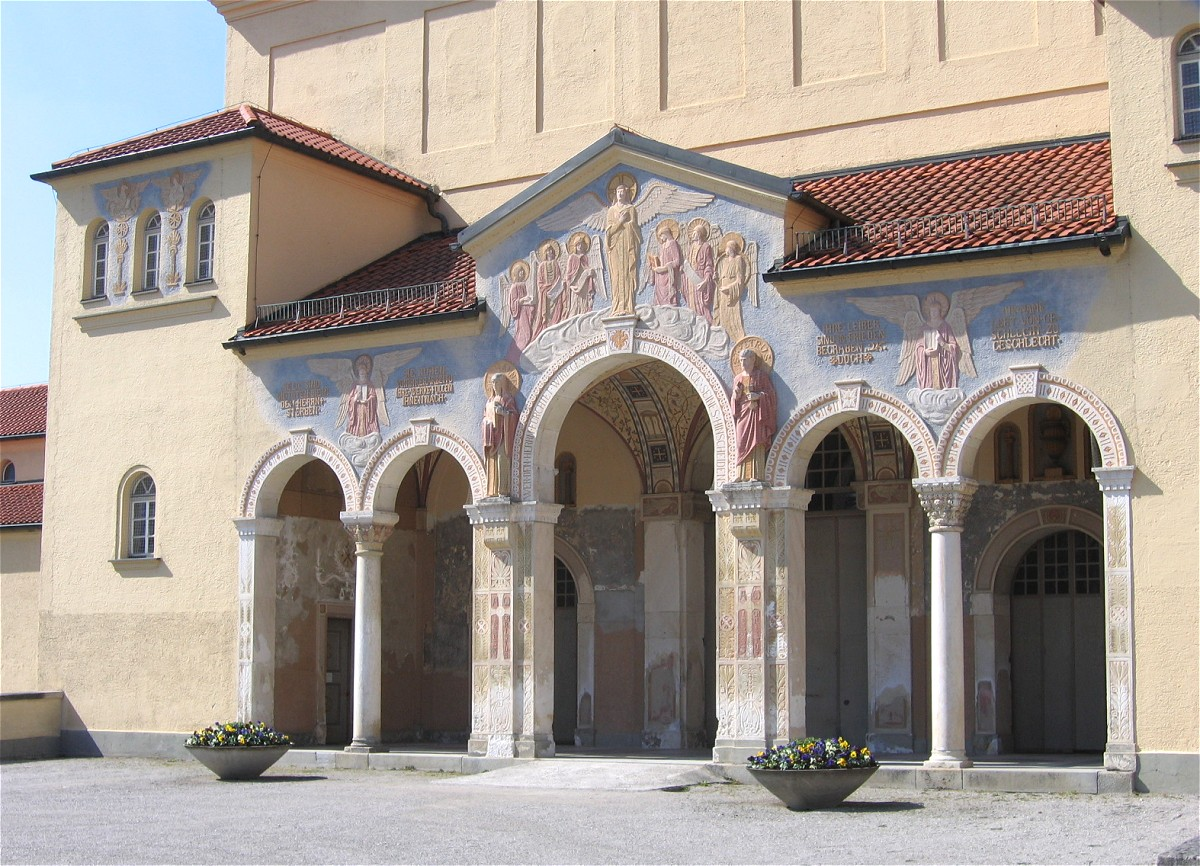
Nordfriedhof

È famoso per aver progettato e realizzato diversi cimiteri, tra cui il cimitero ebraico di Monaco di Baviera (ultimato nel 1908), ma anche quelli di Waldfriedhof, Nordfriedhof e Westfriedhof, sobborghi della capitale bavarese.
Nel 1914 gli venne conferito il Pour le Mérite per le scienze e le arti, massima decorazione militare prussiana.